# Raymond Sandover
Raymond Ladais Sandover DSO, ED (28 de marzo de 1910 – 12 de agosto de 1995) fue un brigadier del Ejército Australiano. Durante la Segunda Guerra Mundial, estuvo al mando del 2/11.º Batallón de 1941 a 1943 y de la 6.ª Brigada de Infantería australiana entre 1943 y 1945.

## Biografía
Nació el 28 de marzo de 1910 en Richmond, Londres, y fue educado en Rugby School y en la Universidad de Bonn. En 1929, se unió al batallón territoial del Regimiento de Surrey Este. Se graduó como contador público y pasó a trabajar en el negocio familiar en Perth, Australia Occidental. Con el estallido de la Segunda Guerra Mundial, Sandover se presentó voluntario para servir con la Segunda Fuerza Imperial Australiana. Uniéndose al 2/11.º Batallón de Infantería, posteriormente le condujo a la Batalla de Creta. Se le destinó a la campaña de Nueva Bretaña en 1944, dirigiendo el desembarco en Jacquinot Bay. Después de la guerra, volvió a Inglaterra donde fue director del negocio familiar. Murió el 12 de agosto de 1995 en Surrey, a los 85 años. Alcanzó el estatus de brigadier en mayo de 1943, lo que lo convirtió en el hombre más joven en conseguir ese rango en el ejército.